# 漸進性纖維化間質性肺病
漸進性纖維化間質性肺病（英語：Progressive Fibrosing Interstitial Lung Disease，PF-ILD）是一種間質性肺病（ILD）的表型，指間質性肺病患者發生肺部纖維化持續進展的狀況，而不是一種特定的間質性肺病。患者的臨床表現包括：肺部持續纖維化、臨床症狀（乾咳、喘或呼吸困難等）不斷惡化、肺功能持續下降等，會使患者肺功能減損，導致生活品質惡化，並可能併發急性呼吸困難危及生命。
間質性肺病又稱為瀰漫性肺病，包含超過200種罕見肺部疾病，是肺泡間的結締組織發生病變的統稱。起因可能為自體免疫疾病、環境因素，或由不明原因所引起。其中幾種間質性肺病較容易會發展出漸進性纖維化的表型，包括敏感性肺炎，以及自體免疫疾病所引起的間質性肺病，包括類風溼性關節炎間質性肺病、系统性硬化症相關間質性肺病、紅斑性狼瘡、多發性肌炎、皮肌炎、乾燥症等等。多數間質性肺病末期時會產生肺纖維化，影響氧氣吸收。
許多漸進性纖維化間質性肺病患者面臨延遲診斷的問題，間質性肺病患者確診後到發展出漸進性纖維化症狀的時間約為一年，而後醫師約需9-12個月才能確診漸進性纖維化的表型，一旦病患有纖維化症狀出現而沒有接受妥善治療照護，約會在5-7年間死亡。

## 致病機轉
目前漸進性纖維化間質性肺病的致病機轉尚未完全明朗，現有文獻指出：當肺泡與肺泡周邊的血管受損時， 大量的發炎細胞聚集在損傷處並釋放纖維化介質，促進纖維母細胞聚集和活化，而後轉變成肌纖維母細胞，形成細胞外基質（ECM）的一部分。患者會自體持續地重複此過程，導致過多的ECM分泌讓肺泡壁變厚變硬，進而影響正常的肺部氣體交換功能。

## 盛行率
根據一項於2017年包含243位肺部專科醫師、203位風濕免疫科醫師以及40位內科醫師的專家問卷估計，約有18-32%非特發性間質性肺炎（IPF）的間質性肺病（ILD）病患，其疾病會發展成具有漸進性纖維化的表型，且自症狀發作開始，病患會在61-80個月內死亡。其中，非特異性間質性肺炎（iNSIP）、與全身性硬化症有關之間質性肺病（SSc-ILD）、無法確切診斷種類的特發性間質性肺炎（Unclassifiable IIP）、類風溼性關節炎間質性肺病（RA-ILD）是最容易進展為漸進性纖維化的間質性肺病。以下為各種間質性肺病發展為漸進性纖維化間質性肺病的比例分析：
- 非特異性間質性肺炎（iNSIP）：32%[5]
- 與全身性硬化症有關之間質性肺病（SSc-ILD）：31%[5]
- 無法確切診斷種類的特發性間質性肺炎（unclassifiable IIP）：29%[5]
- 類風溼性關節炎間質性肺病（RA-ILD）：26%[5]

間質性肺病的成因多樣，除了環境暴露、不明原因外，自體免疫疾病也是引起間質性肺病發病的一大因素。其中由類風濕性關節炎、紅斑性狼瘡、多發性肌炎、皮肌炎、乾燥症、硬皮症等自體免疫疾病的引起的間質性肺病患者，其肺病特別容易進展為預後較差的漸進性纖維化間質性肺病。

## 症狀
肺部的漸進性纖維化是一種自體進展的疾病，並會造成肺功能、呼吸症狀、生命品質的減損，最終增加早期死亡的風險。肺部纖維化會使間質性肺病（ILD）病人有較差的預後。
漸進性纖維化間質性肺病患者常見的症狀有：
- 乾咳[3]
- 疲勞
- 體重減輕
- 漸進性運動性呼吸困難[3]
- 行動力降低[3]

## 風險
間質性肺病患者確診後發展至漸進性纖維化的時間約為11-15個月，而後醫師約需9-12個月確診漸進性纖維化的表型，病患約會在症狀開始後的61-80個月死亡，肺部上皮損傷或增殖以及自體免疫系統是可能造成漸進性纖維化間質性肺病的風險因子。
另外，疾病的急性惡化會讓漸進性纖維化間質性肺病病患的預後變差以及增加死亡風險，目前急性惡化尚無正式的統一定義，不過在大部分的案例中，急性惡化表示一個月內有嚴重的呼吸惡化，並伴隨新的瀰漫性肺泡損傷。
約有18-32%非特發性間質性肺炎的間質性肺炎患者疾病會發展為漸進性纖維化間質性肺病，許多病患面臨延誤診斷的經驗，造成較差的疾病預後。漸進性纖維化間質性肺病可能帶來的風險有：
- 肺功能下降[10]
- 呼吸道症狀惡化[11]
- 情緒困擾[12]
- 生活品質下降[13]
- 急性惡化[14]
- 早期死亡風險[4]

## 診斷
醫師在診斷漸進性纖維化間質性肺病時，通常需要許多學科的配合，包含肺科醫師、風濕免疫醫師、放射科醫師及病理科醫師，依據病患的臨床表現、病史、吸菸習慣、肺功能、血清檢查、胸部影像或肺部切片等結果來評估。其中臨床症狀、肺功能檢測及高解析電腦斷層(HCRT)是判斷疾病是否有漸進性症狀的重要診斷工具。
漸進性纖維化間質性肺病是間質性肺病的患者因肺部損傷不斷自我修復，產生漸進性纖維化進而影響患者的呼吸功能以及氣體吸收，因此肺功能檢測是最主要監測疾病進展的工具。
雖然目前醫界尚無診斷與定義漸進性纖維化間質性肺病疾病進展的統一標準，不過不同的臨床實驗皆以疾病症狀惡化、肺功能與影像作為實驗中定義基準。依據實驗不同，定義的項目與數值也有不同。
1. 6個月內肺活量絕對降低超過5%，並伴隨臨床症狀的惡化[18]
2. 12個月內肺活量絕對降低超過5%[19]
3. 12個月內肺活量相對降低超過10%，或肺活量相對降低5-10%同時一氧化碳瀰漫輛相對降低超過15%[20]
4. 若24個月內，肺活量相對降低超過10%、肺活量降低5-10%伴隨呼吸道症狀惡化、肺活量降低5-10%伴隨影像檢查纖維化結果惡化，或呼吸道症狀惡化伴隨影像檢查纖維化結果惡化，就可能為漸進性纖維化的症狀[21]

因此，定期進行肺功能檢測有助於患者早期確診，以及早進行評估及治療。

## 治療
間質性肺病的治療決策取決於診斷結果和病程，可由肺部專科、風濕免疫科或內科醫師做出診斷及判斷。自體免疫疾病引起的間質性肺病的治療藥物大多包含皮脂類固醇或其他免疫抑制劑，如環磷醯胺（Cyclophosphamide）或霉酚酸酯（Mycophenolate mofetil）。
漸進性纖維化間質性肺病的治療則以抗纖維化藥物為主，抗纖維化藥物可以阻止疾病進展，「尼達尼布」(Nintedanib)是一種多重酪氨酸激酶受體抑製劑(tyrosine kinase inhibitor)， 根據動物實驗證明，nintedanib有抗纖維化及抗發炎的效果。為期52週的INBUILD臨床實驗也證明，nintedanib可以有效減緩肺功能下降達57%，並減少33%急性惡化發生或死亡的風險。因此，nintedanib於美國已通過FDA核准，於加拿大、日本、台灣…等許多國家亦獲准。Nintedanib也被加拿大衛生藥品技術局（Canadian Agency for Drugs and Technologies in Health, CADTH）及國家衛生與社會服務卓越研究所 （Institut national d'excellence en santé et services sociaux, INESSS）推薦用於治療漸進性纖維化間質性肺病。

## 外部連結
- Canadian Agencies for Drugs and Technologies in Health （页面存档备份，存于）
- Institut national d'excellence en santé et services sociaux, INESSS （页面存档备份，存于）